# 曼丹那尼礁
（越南语：／），为南中国海南沙群岛中的一个礁盘，现为马来西亚实际控制。目前中华人民共和国、中华民国、越南及菲律宾等国称对其拥有主权。

## 名稱
美国地名委员会使用的名称为“Mariveles Reef”（馬里韋爾礁），马来西亚称为“Terumbu Mantanani”（曼丹那尼礁），中国则称南海礁。
1935年中华民国水陆地图审查委员会审定公布《中国南海各岛屿华英地名对照一览表》，“Mariveles Reef”的名称被音译为“馬立夫礁”。1947年中华民国内政部公布《南海诸岛新旧名称对照表》，对南海诸岛地名进行了修订，使其听起来更有中国特色，馬立夫礁改称“南海礁”。1983年中华人民共和国中国地名委员会公布的《我国南海诸岛部分标准地名》也沿用“南海礁”的名称。

## 地理
曼丹那尼礁是一个没有礁门的环礁。中部有高于水面1.5至2米的沙洲。因礁盘形状貌似鐘，中国渔民俗称为「铜鐘」。
曼丹那尼礁位于拉央拉央岛东北约30海里处。该礁在退潮时露出水面，包围两个相对较大的潟湖，呈8字形，中间有一个沙洲，海拔约1.5至2米，还有一些孤立的岩石在涨潮时才可见。

## 歷史
1986年11月，马来西亚占领曼丹那尼礁，此后马来西亚皇家海军一直在此维持着一个名为“Mike站”的海军驻地。